# Heřman VII. Bádenský
Heřman VII. Bádenský, přezdívaný Hodiny (1266 – 12. července 1291) byl od roku 1288 do své smrti bádenským markrabětem.
Jeho rodiči byli Rudolf I. Bádenský a Kunhuta z Ebersteinu, dcera hraběte Oty z Ebersteinu.
V roce 1291 přijal některé majetky, včetně Bietigheimu z kláštera Weissenburg.
Zemřel 12. července 1291 a byl pohřben v Lichtenthalském opatství.
Před 6. říjnem 1278 se oženil s Anežkou z Truhendingenu. Měli spolu několik dětí:
- Fridrich II. Bádenský (1333)
- Rudolf IV. Bádenský
- Heřman VIII. Bádenský
- Jitka